# HLA (біологія)
HLA-комплекс, HLA-система, або система людських лейкоцитарних антигенів (англ. Human leukocyte antigen (HLA) system) — це важлива частина імунної системи людини, що контролюється генами розташованими на 6-ій хромосомі. Ці гени кодують молекули, що розташовуються на поверхні клітини і презентують частини білків для розпізнавання T-клітинними рецепторами.
Комплекс HLA відомий своєю значною роллю у пересаджуванні органів. Для того, щоб зменшити ризик відторгнення органу, донор і реципієнт підбираються за принципом найкращої сумісності між їхніми HLA-генами.
Варіації HLA-генів пов'язані із багатьма захворюваннями, включаючи інфекційні, автоімунні захворювання, а також деякі види раку.
Комплекс HLA — це людська версія комплексу, що наявний у багатьох тварин і має більш загальну назву «головний комплекс гістосумісності»(англ. MHC).

## HLA-гени і білки
HLA-система зокрема містить наступні гени, що кодують відповідні білки:
- HLA-A
- HLA-B
- HLA-C
- HLA-DRB1
- HLA-DRB3
- HLA-DRB4
- HLA-DRB5
- HLA-DQA1
- HLA-DQB1
- HLA-DPA1
- HLA-DPB1